# Roman Redzimski

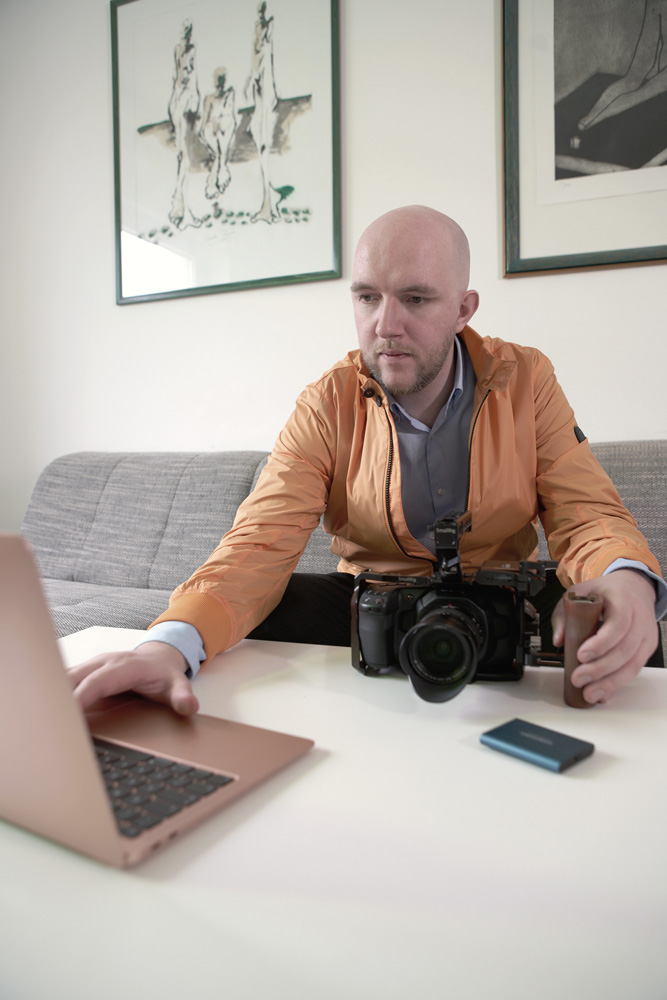
Roman Redzimski (2019)

Roman Redzimski (* 27. März 1988 in Saarbrücken) ist ein deutscher Filmemacher und Autor.

## Leben und Wirken
In seiner Jugend interessierte er sich für Kinofilme, in denen starke Charaktere die Hauptrolle spielen. Über das reine Schauen von Filmen entwickelte er sich weiter zum Schnitt selbst produzierter kleiner Videofilme und später mit Hilfe von zwei Videorekordern zur Filmbearbeitung.
Nach Abschluss der Schule 2007 begann er seine Ausbildung zum Mediengestalter Fachrichtung Bild und Ton beim TV-Sender SAAR|TV. In seinem Ausbildungsbetrieb erlernte er die grundlegenden Fähigkeiten: Kamera, Licht, Schnitt und Fernsehregie. Außerdem bekam Redzimski die Möglichkeit Kurzfilme zu produzieren. Seine Ausbildung beendete er beim Nachfolgesender CiTi.TV und übernahm auch dort Produktionen.  Mit ARD und ZDF arbeitete er im Rahmen von bildnerischer Darstellung zusammen. Im Anschluss folgte ein Studium Filmwissenschaft (Media Art & Design) an der HBKsaar. Im Studium arbeitete er mit Frank Nimsgern und Elmar Ottenthal zusammen. So entstanden im Musical- als auch im Filmbereich einige Produktionen.
Für die Bachelorprüfung 2014 erstellte den mittellangen Film Love Search (Gegenüberstellung von Beziehungsmodellen). Die Professorin Cho Sung-hyung betreute den Film. 2015 erfolgte die Masterprüfung im Bereich Internetwerbung Netzkultur/Designtheorie mit der Arbeit Die Trimedialität im Saarland. Hierbei geht es um die Zusammenarbeit von Fernsehen, Radio und Internet.
Während des Studiums gründete Redzimski die Produktionsfirma Save Pictures. Mit seiner Produktionsfirma erstellt er Werbevideos, Filmproduktionen und Musikvideos für Kunden im In- und Ausland. Seinen ersten Spielfilm Verbindung gesucht produzierte er 2019.
Die RAG-Stiftung betreute 2020 das Projekt ReNatur, bei dem es um die künstlerische Aufarbeitung der Umweltschäden und der Wiedervereinnahmung deren durch die Natur geht. Neben Redzimski haben sich neun renommierte Künstler sich mit dem Projekt jeweils auf ihre eigene Art auseinandergesetzt. Redzimski produzierte den Film über das Projekt und stellte in Kurzportraits die Künstler, die Inspirationsstätten und ihr teilweise autobiografisches Schaffen vor. Je zur Hälfte kommen die Künstler aus dem Saarland und dem Ruhrgebiet. So werden u. a. verrostete Container auf einem verlassenen Gelände gezeigt.
Im Jahr 2021 produzierte Redzimski den Film Mein Freund Beuys, der sich mit dem Maler Claude Jaté befasst. Klaus-Dieter Schneider, ein Saarbrücker Maler und Aktionskünstler, ist unter dem Pseudonym Claude Jaté aktiv. Klaus-Dieter Schneider wurde nach diversen Brüchen in seinem Leben in die Psychiatrie eingewiesen. In dieser Zeit nahm er auch mit Briefen Kontakt zum deutschen Aktionskünstler Joseph Beuys auf, von dem er schließlich seinen Künstlernamen „Claude Jaté“ erhielt.
Im Jahr 2022 drehte Redzimski den Film Der eingebildete Kranke – Frei nach Molière. Redzimski adaptiert das Stück und bettet ihn in die heutige Zeit ein. Der junge Unternehmer Benny Argan hat sein Start-up-Unternehmen für mehrere Millionen Euro verkauft. Eigentlich wollte er danach in den Ruhestand gehen, um sein Leben zu genießen. Doch er wird von der Angst geplagt, so früh wie sein Vater zu sterben. Dieser ist mit nur 40 Jahren plötzlich verstorben. Seitdem hat er sich von seinem Arzt Florange behandeln und eine Therapie nach der anderen verschreiben lassen. Er fühlt sich außerdem so schwach, dass er im Rollstuhl sitzt. Benny hat die Geschäftsräume in der Villa in Frankreich behalten, in der er nun mit seiner Familie wohnt. Im weiteren Verlauf der Handlung entwickeln die Handelnden jeweils ihre eigenen Lebensziele.

## Filmografie
Kurzfilme
- 2008: René von Boch – Der Weg zum Porträt (Regie und Produktion)
- 2009: Golden Boy (Regie und Produktion)
- 2010: Hoffnung stirbt zuletzt (Regie und Produktion)
- 2010: On-Off-Phänomen (Regie und Produktion)
- 2011: Der Durchgänger (Regie und Produktion)
- 2011: Genesis (Regie und Produktion)
- 2012: Im Zeichen der Herkunft (Regie und Produktion)
- 2013: Art of Paris (Regie und Produktion)
- 2017: Women @ Work (Regie und Produktion)

Mittellanger Film
- 2014: Love Search (Regie und Produktion)

Spielfilme
- 2019: Verbindung gesucht (Regie und Produktion)
- 2021: Mein Freund Beuys (Regie und Produktion)
- 2024: Der eingebildete Kranke – Frei nach Molière ... (Regie und Produktion)
- 2024: Die göttliche Komödie – Frei nach Dante ... (Regie und Produktion)
- 2025: Der Revisor – Frei nach Gogol ... (Regie und Produktion)

Dokumentation
- 2021: ReNatur (Regie und Produktion)

## Auszeichnung
- Preis, Landesfilmfestival 2019[13]